# Venuskolonisation
Die Kolonisierung des Planeten Venus, des der Erdbahn nächsten planetaren Nachbarn der Erde, wurde vielfach diskutiert. Seit entdeckt und erforscht wurde, welche lebensfeindlichen Oberflächenbedingungen (extrem dichte CO2-Atmosphäre, fast 500 °C) auf der Venus herrschen, konzentriert sich die Diskussion um Kolonien außerhalb der Erde jedoch hauptsächlich auf den Mond und den Mars. Es bestehen keine Pläne für bemannte Venusmissionen oder gar eine Ansiedlung von Menschen auf der Venus.

## Argumente für und gegen eine Venuskolonisation

### Vorteile und Gründe

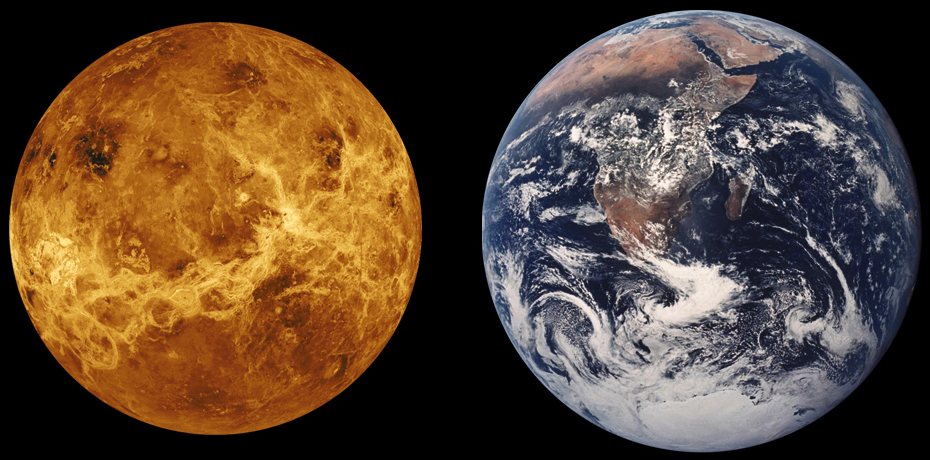
Größenvergleich zwischen Venus und Erde, Venus in Falschfarbendarstellung.

Die Venus verfügt über viele Ähnlichkeiten mit der Erde, die im Vergleich mit anderen Himmelskörpern eine Kolonisation erleichtern könnten. Sie wird aufgrund dieser Ähnlichkeiten auch der „Schwesterplanet“ der Erde genannt.
- Die Venus ist von allen Planeten des Sonnensystems der Erde in Masse und Größe am ähnlichsten. Ihre Oberflächengravitation beträgt 0,904 g und ist damit vergleichbar mit der Erde. Bei einer Venuskolonisation könnten damit die gesundheitlichen Beeinträchtigungen durch Schwerelosigkeit oder Niedrig-Gravitation vermieden werden.
- Die obere Venus-Atmosphäre ist in einer Höhe von etwa 50 Kilometern in Bezug auf Temperatur und Luftdruck ähnlich (1 bar, bei 0–50 Grad Celsius); in dieser Höhe kann auch ausreichend Solarenergie gewonnen werden, da auf jeden Quadratmeter etwa 2610 Watt Sonneneinstrahlung fallen, die 1,9-fache Menge der Sonneneinstrahlung der Erde. Die Wolken reflektieren einen großen Teil davon, so dass man Solarpanels zur Sonne wie auch zur Planetenoberfläche richten könnte, um Strom zu erzeugen.
- Des Weiteren rotieren die oberen Bereiche der Atmosphäre in 100 Stunden oder weniger um den Planeten, was annähernd einen Tag-und-Nacht-Rhythmus erlauben würde (im Gegensatz zur Oberfläche, die 243 Erdtage für einen Umlauf benötigt)
- Abgesehen vom Mond erreicht die Venus von allen größeren Himmelskörpern den geringsten Abstand zur Erde, was Kommunikation mit der Kolonie und Transport vereinfachen würde. Gegenwärtige Raumschiffantriebe vorausgesetzt, öffnet sich alle 584 Tage ein Startfenster zwischen Erde und Venus, im Vergleich zu 780 Tagen bei Erde-Mars. Bei größter Annäherung sind Erde und Venus 38 Millionen Kilometer voneinander entfernt, Erde und Mars 56 Millionen Kilometer.

### Gegenargumentation
- Die Oberflächenbedingungen der Venus sind extrem lebensfeindlich. Aufgrund des Treibhauseffekts betragen die Temperaturen etwa 500 Grad Celsius in Äquatornähe, genug, um Blei zu schmelzen. Der Atmosphärendruck am Boden liegt im Schnitt bei 92 bar, was dem Druck in etwa 930 m Meerestiefe auf der Erde entspricht. Diese Bedingungen führten dazu, dass die Raumsonden Venera 5 und Venera 6 bereits 18 bzw. 10 Kilometer über dem Boden zerquetscht wurden. Venera 7 und 8, die ihnen folgten, erreichten die Oberfläche, funktionierten jedoch beide weniger als eine Stunde. Daraus ergibt sich, dass sich ein Transport von Materialien von der Oberfläche, beispielsweise von Rohstoffen, schwierig gestalten würde.
- Wasser fehlt nahezu völlig auf dem Planeten. Die Atmosphäre verfügt über keinen molekularen Sauerstoff, sondern besteht aus toxischen Konzentrationen von Kohlendioxid sowie Wolken aus Schwefelsäure und Schwefeldioxid-Dämpfen.
- Das größte Problem dürfte die extrem langsame Rotation der Venus sein. Ein Sonnentag ist auf der Venus 117 irdische Tage lang. Bei einer ausgedünnten Atmosphäre nach dem Terraforming würde sich die Tagseite stark aufheizen und die Nachtseite stark abkühlen. Große Mengen des Wassers würde auf der Tagseite verdunsten und die Wolken würden durch gigantische Orkane auf die Nachtseite getrieben und dort abregnen. Eine dadurch notwendige Rotationsbeschleunigung würde enormen Energiebedarf erfordern.

## Methoden der Kolonisierung
Angesichts der lebensfeindlichen Bedingungen auf der Venus ist eine Kolonisierung des Planeten mit derzeitigen technologischen Mitteln nicht möglich. Daher wird meist vorgeschlagen, die Venus zunächst mittels Terraforming bewohnbar(er) zu machen. Die dafür notwendigen Energiemengen sind gigantisch, und bis Ergebnisse sichtbar würden, können Jahrtausende vergehen. Es gibt allerdings auch Ansätze, die in näherer Zukunft verwirklicht werden können, nachfolgend sind zwei Ansätze angegeben.

### Schwebende Städte

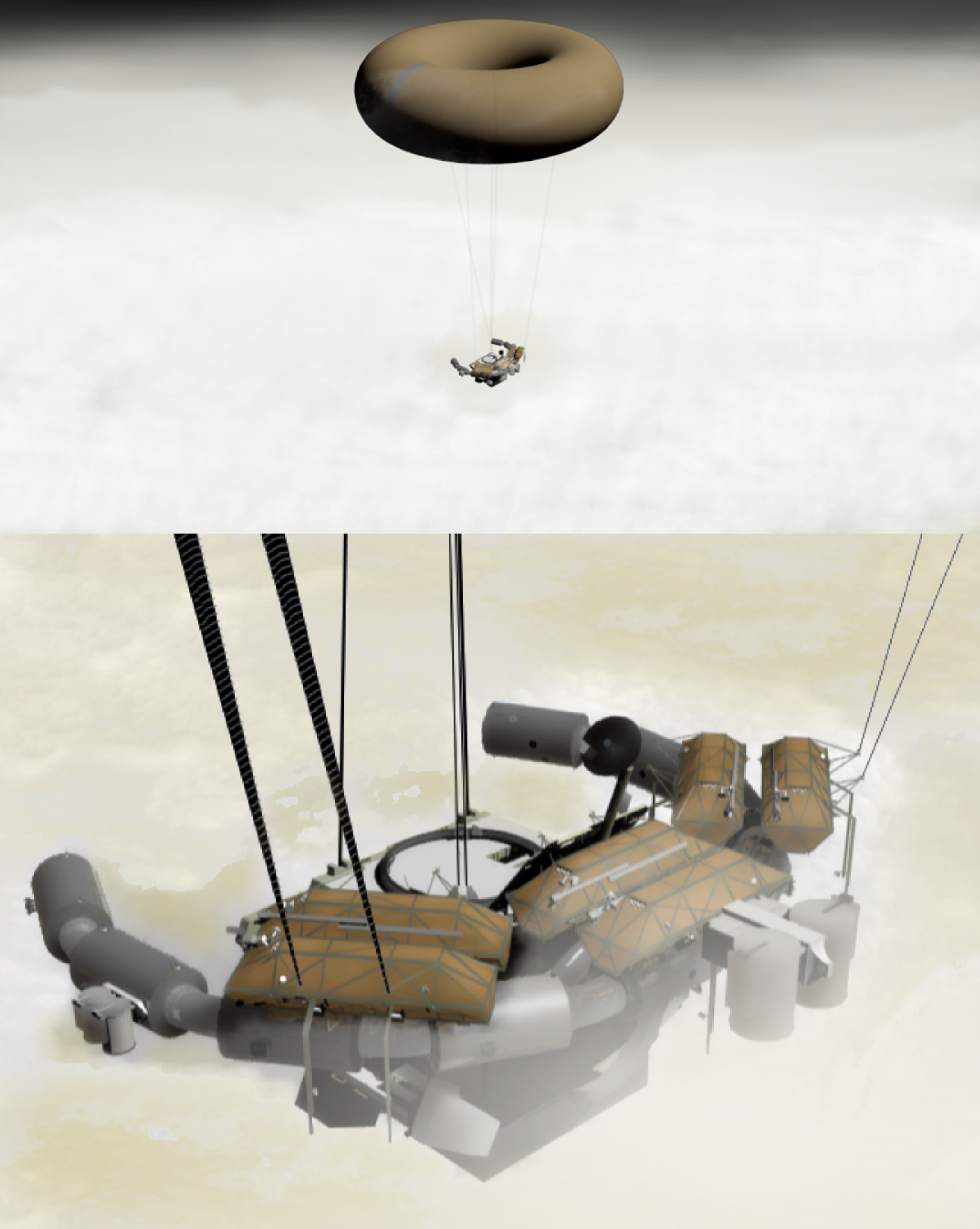
Künstlerische Darstellung einer schwebenden Forschungsstation

Geoffrey A. Landis schlug vor, die Schwierigkeiten der Oberfläche zu umgehen, indem die Kolonien, ähnlich wie Heißluftballons oder Luftschiffe, in der Atmosphäre schweben könnten. Ansatzpunkt ist hier, dass die Atemluft (78 % Stickstoff, 21 % Sauerstoff) leichter als die Venusatmosphäre ist. Atemluft hätte dort etwa den halben Auftrieb wie Helium in der Erdatmosphäre. Alternativ dazu könnten zusätzliche Ballons gefüllt mit Helium oder Wasserstoff, die aus der Umgebung gewonnen werden könnten, für zusätzlichen Auftrieb sorgen.

### Kolonien im Orbit
Ein weiterer vielversprechender Ansatz ist die Nutzung der Venus, um Kometen und Asteroiden in einer Umlaufbahn zu halten. Obwohl die Venus gegenwärtig keine Monde besitzt, können die Bahnen kleinerer Körper so manipuliert werden, dass sie von der Gravitation des Planeten eingefangen werden. Die Venus eignet sich dafür deshalb so gut, weil sie eine hohe Atmosphärenbremsung verursacht. Sie eignet sich besser als die Erde für solche Vorhaben, da ein fehlerhafter Kurs und der Einschlag des Körpers auf dem Planeten ungefährlich für Menschen wären. Die frei verfügbare Solarenergie in der Umgebung der Venus könnte eine zukünftige industrielle Entwicklung fördern.

## Terraforming der Venus

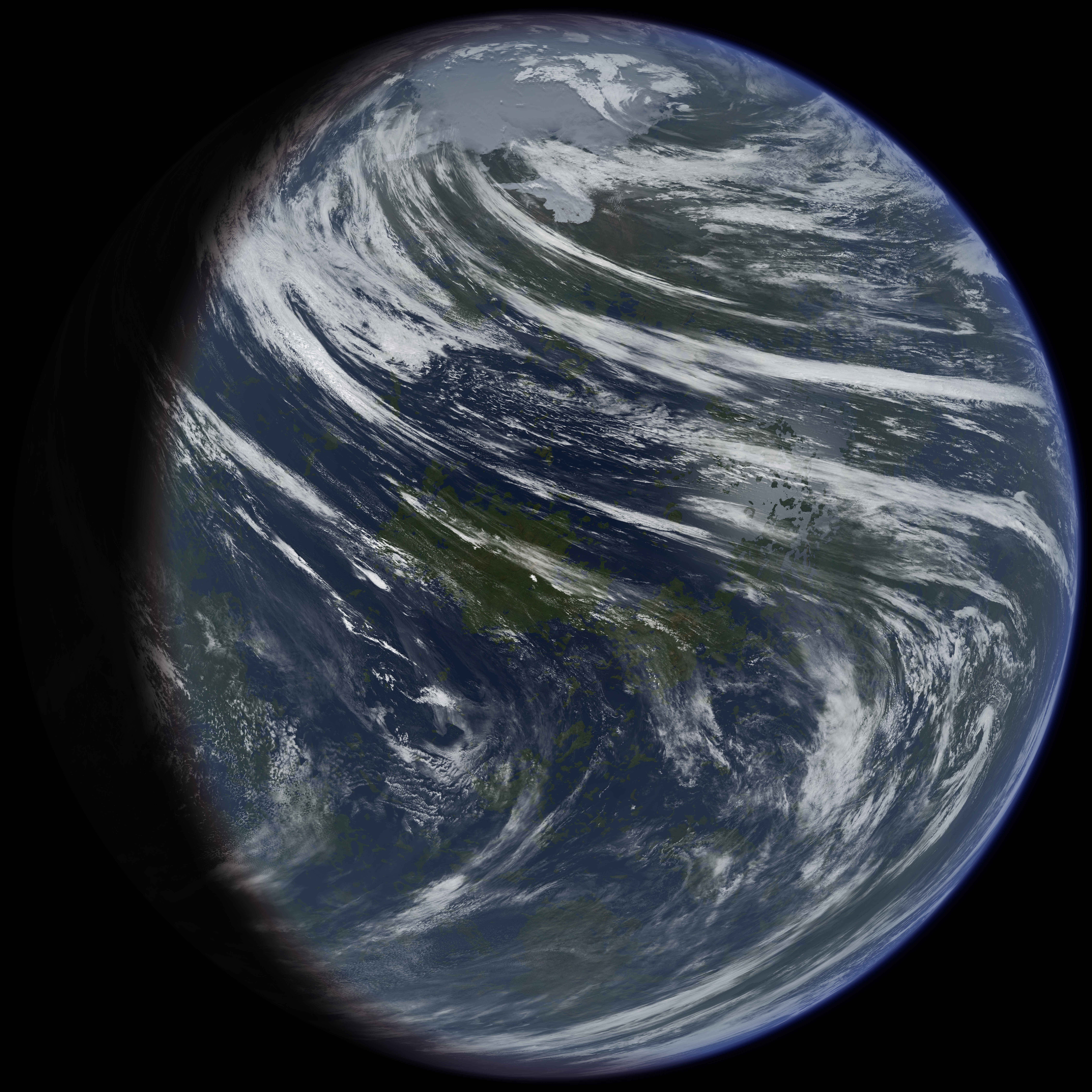
Künstlerische Darstellung der Venus nach dem Terraforming

Dieser Abschnitt behandelt die einzelnen Vorschläge, um die Venus bewohnbar für den Menschen zu machen. Für Informationen über den Prozess und die Anforderungen des Terraformings allgemein, siehe Terraforming.
Carl Sagan schlug 1961 vor, Algen in die Atmosphäre einzustreuen, um damit aus dem vorhandenen Kohlendioxid Sauerstoff zu gewinnen. Allerdings weiß man heute, dass die Vorkommen von Wasser auf dem Planeten so gering sind, dass Photosynthese nur vernachlässigbare Mengen von Sauerstoff gewinnen würde.
Im Anschluss an die Studie von Paul Birch aus dem Jahr 1991 schlug Robert Zubrin vor, einen Solarschild, welcher, einfach erklärt, einen Schatten wirft und den Planeten dadurch abkühlt, vor die Venus zu spannen, um diese zunächst auf 304,18 Kelvin (31,03 °C) und Luftdruck von 73,8 bar abzukühlen (dem kritischen Punkt von Kohlendioxid), und dann weiter auf 216,85 Kelvin (−56,30 °C) und 5,185 bar (der Tripelpunkt von Kohlendioxid). Unter diesem Punkt resublimiert das CO2 und legt sich als Trockeneis auf der Oberfläche nieder. Dieses Trockeneis würde dann entweder entsorgt oder zum Mars transportiert (um dort dessen Terraforming zu beschleunigen).
Damit wären die Probleme der Hitze, des Treibhauseffektes und des Luftdrucks gelöst, allerdings muss auch Zubrin eingestehen, dass der Mangel an Wasser weiterhin ein ernstes Problem darstellt, das selbst durch Bombardement aus Kometen nicht zufriedenstellend gelöst werden könnte. Birch schlägt vor, einen der Saturn-Monde aus dem Orbit zu werfen und die Venus mit seinen Fragmenten zu bombardieren, was zu einer Menge von 100 Litern Wasser pro Quadratmeter führen würde.
Landis schlug außerdem vor, die Kolonisation mittels schwebender Städte und den Bau eines Solarschilds zu kombinieren, so dass eine direkte Kolonisation in naher Zukunft und das Terraforming der Venus später Hand in Hand gehen würden. Diese Solarschilde könnten sogar aus Kohlenstoffnanoröhren bestehen, dessen Rohstoff Kohlenstoff direkt aus der Luft gewonnen werden könnte.